# Paulina Wilkońska
Paulina z Lauczów (Lautschów) Wilkońska (ur. 1815 w Swarzędzu, zm. 9 czerwca 1875 w Poznaniu) – polska powieściopisarka, redaktorka, pamiętnikarka.

## Życiorys
Dzieciństwo spędziła w Siekierkach koło Swarzędza. Uczyła się na pensji w Poznaniu. Jej mężem był od 1832 August Wilkoński. W latach 1840–1851 prowadziła w Warszawie salon literacki, w którym bywały osoby związane z „Biblioteką Warszawską”, „Przeglądem Naukowym” i Cyganerią Warszawską. Po wydaleniu w 1851 z zaboru rosyjskiego osiadła w Wielkopolsce. Owdowiawszy w 1852, utrzymywała się z twórczości pisarskiej.
Wilkońska debiutowała w 1841 zbiorem prozy Wieś i miasto. Napisała kilkadziesiąt powieści o tematyce społecznej i historycznej, m.in. Wieś i miasto (1841), Poranki i wieczory(1847). Publikowała m.in. w „Pierwiosnku” i „Zorzy”. Była też autorką wspomnień wydanych przez Wiktora Gomulickiego: Moje wspomnienia o życiu towarzyskim w Warszawie (Poznań,1871) i Moje wspomnienia o życiu towarzyskim na prowincji w Kongresówce (1875), w których dokumentowała życie intelektualne i polityczne Warszawy między powstaniem listopadowym i styczniowym.
Władysław Syrokomla przyznał się, że to jej inspiracji zawdzięczamy jego poemat Margier.
Powieści autorki wpisują się w nurt literatury dydaktycznej, skierowanej przede wszystkim do kobiet. Modelowa bohaterka jej powieści to wzorowo wychowana Polka, dojrzewająca w patriotycznej rodzinie i gotowa do dużych poświęceń dla najbliższych. Czasem bywa wyposażona w doświadczenia Wilkońskiej, jak np. Teresa Zawrzecka z Dziedziczki Czarnolic.